# Dzień dobry TVN
Dzień dobry TVN, w skrócie DDTVN – polski poranny magazyn emitowany na antenie TVN codziennie od 7:45 do 11:30 oraz retransmitowany na antenie polonijnej stacji iTVN.

## O programie
Program poświęcony jest m.in. rozrywce, kulturze, sportowi i podróżom. Trzon Dzień dobry TVN stanowią rozmowy na żywo z gośćmi zaproszonymi do studia. Inne stałe elementy programu to m.in. relacje reporterów, prognoza pogody, kącik kulinarny, przegląd prasy i poradniki lifestyle’owe. Wydania weekendowe zawierają także serwisy informacyjne przygotowywane przez redakcję TVN24.
Od 2010 w okresie letnim emitowane jest wakacyjne wydanie programu – Dzień dobry wakacje. Program ma inną czołówkę, oprawę muzyczną, scenografię i prowadzących niż DDTVN oraz zazwyczaj emitowany jest w soboty i niedziele, choć w 2021 był pokazywany również w dni powszednie. Jesienią 2022, po głównym wydaniu programu, w serwisie player.pl publikowana była seria Dzień dobry TVN Extra zawierająca dłuższe fragmenty wywiadów z celebrytami, które były emitowane na TVN.
Pierwsze wydanie Dzień dobry TVN zostało nadane 3 września 2005, poprowadzili je Kinga Rusin i Marcin Meller. Program poświęcony był m.in. festiwalowi sopockiemu, a relacje zza kulis wydarzenia przedstawili Magda Mołek i Olivier Janiak. 28 listopada 2013 TVN wyemitował 2000. wydanie DDTVN.
Jesienią 2024 pojawiły się cykliczne bloki tematyczne prowadzone przez celebrytów.
W sierpniu 2025 zostało potwierdzone, że z okazji 20-lecia Dzień dobry TVN do prowadzenia programu we wrześniu gościnnie powróci część byłych prowadzących śniadaniówkę: Kinga Rusin, Marcin Meller, Bartosz Węglarczyk, Wojciech Jagielski, Olivier Janiak, Anna Kalczyńska, Jarosław Kuźniar, Małgorzata Ohme i Małgorzata Rozenek-Majdan.

## Produkcja
Pomysłodawcą Dzień dobry TVN był Piotr Walter. Założeniem twórców formatu była poprawa wyników TVN w porannym paśmie programowym. Format początkowo był nadawany tylko w weekendy, a od września 2007 emitowany jest codziennie. Format testowo był emitowany w tym trybie już w czerwcu 2006, jednak wówczas nie zwiększono tygodniowej liczby wydań z powodu zbyt wysokich kosztów produkcji. Długość trwania poszczególnych wydań programu wielokrotnie ulegała zmianom.
7 stycznia 2006 program został po raz pierwszy w historii polskiej telewizji zrealizowany w sposób zdalny, z centralnej reżyserki TVN w budynku przy ul. Augustówki 1 w Warszawie. Wcześniej był realizowany jedynie przez wielokamerowy wóz realizacyjny OB VAN. Stacja TVN była pierwszą telewizją europejską, która wykorzystała taki system realizacji programu telewizyjnego.
Producentem głównym Dzień dobry TVN w latach 2005–2011 był Remik Maścianica. W 2012 stanowisko przejęła Ewa Baj. Od jesieni 2022 producentką programu jest Dorota Malesa. W latach 2009–2022 producentką wykonawczą programu była Luiza Zając.
Program oglądają przeważnie kobiety w wieku od 25 do 39 lat oraz od 50 do 59 lat, zamieszkałe w miastach oraz posiadające wykształcenie średnie i wyższe.
TVN uruchomił internetowy portal dziendobry.tvn.pl, na którym udostępnia materiały emitowane w programie. W grudniu 2018 redakcja portalu została poszerzona o dział lifestyle’owy.
W 2021 producenci zrealizowali objazdowe wydania Dzień dobry TVN, podczas których oferowali strefy z atrakcjami dla mieszkańców. W styczniu i lutym 2023 r. odbyły się kolejne wyjazdowe wydania programu.

## Prowadzący

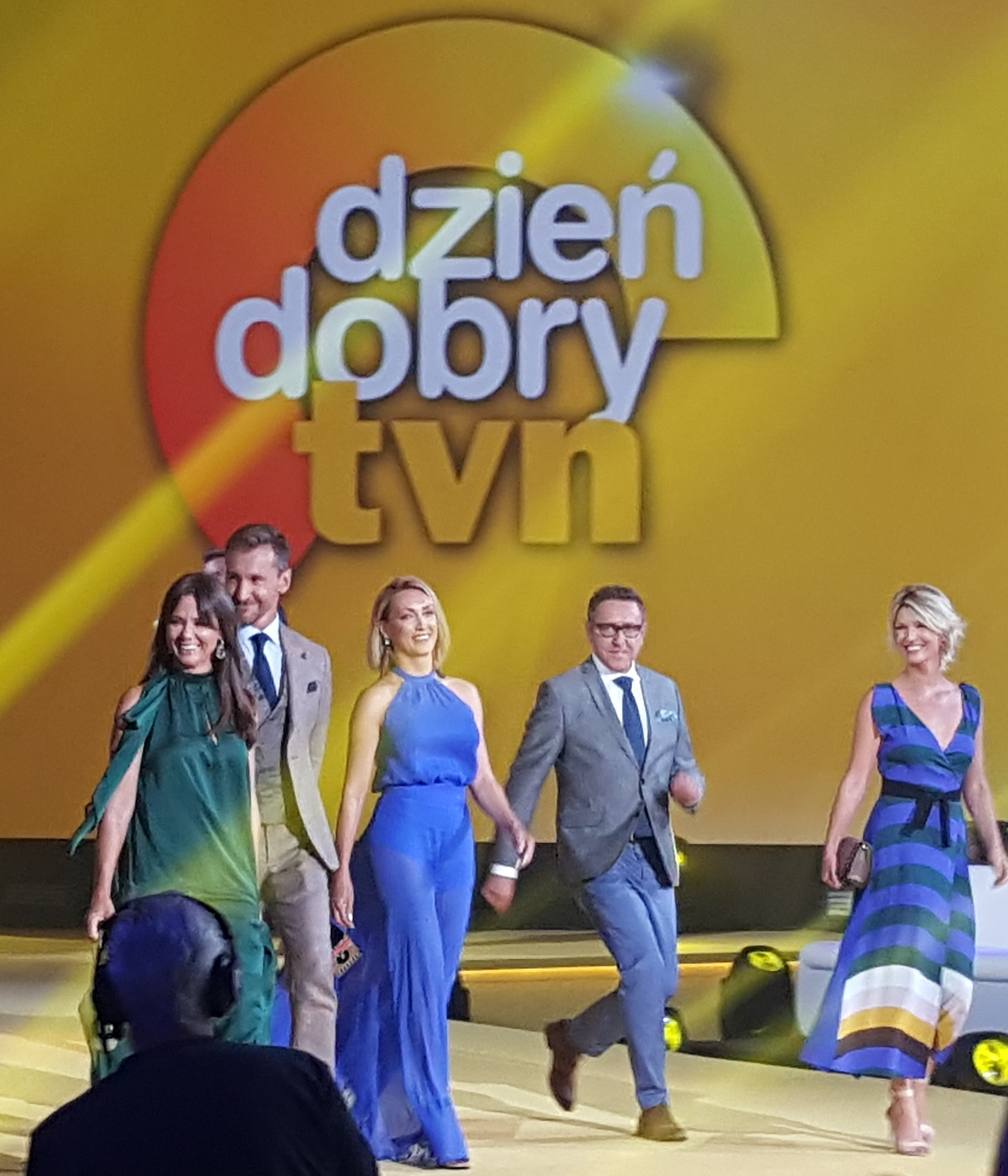
Prowadzący Dzień dobry TVN w 2017 (od lewej): Kinga Rusin, Piotr Kraśko, Anna Kalczyńska, Andrzej Sołtysik i Magda Mołek

| Obecni gospodarze programu i okres występowania | Obecni gospodarze programu i okres występowania |
| ----------------------------------------------- | ----------------------------------------------- |
| Dorota Wellman (od 2007)                        | Marcin Prokop (od 2007)                         |
| Paulina Krupińska-Karpiel (od 2020)             | Damian Michałowski (od 2020)                    |
| Ewa Drzyzga (od 2020)                           | Krzysztof Skórzyński (od 2022)                  |
| Sandra Hajduk-Popińska (od 2023)                | Maciej Dowbor (od 2024)                         |

| Byli gospodarze programu  | Okres występowania   |
| ------------------------- | -------------------- |
| Kinga Rusin               | 2005–2020            |
| Magda Mołek               | 2005–2019            |
| Marcin Meller             | 2005–2008, 2013–2019 |
| Olivier Janiak            | 2005–2006            |
| Jolanta Pieńkowska        | 2006–2014            |
| Andrzej Sołtysik          | 2007–2012, 2016–2023 |
| Wojciech Jagielski        | 2007–2010            |
| Bartosz Węglarczyk        | 2008–2016            |
| Robert Kantereit          | 2010–2015            |
| Anna Kalczyńska           | 2014–2023            |
| Jarosław Kuźniar          | 2015–2016            |
| Piotr Kraśko              | 2016–2020            |
| Filip Chajzer             | 2019–2023            |
| Małgorzata Ohme           | 2019–2023            |
| Agnieszka Woźniak-Starak  | 2020–2023            |
| Małgorzata Rozenek-Majdan | 2022–2023            |
| Anna Senkara              | 2023–2024            |

## Wybrane dodatkowe serie
| Nazwa                 | Prowadzący                 | Rok rozpoczęcia |
| --------------------- | -------------------------- | --------------- |
| Rozmowy Dzień Dobry   | Dorota Wellman             | 2022            |
| Postaw na Dzień Dobry | Hubert Urbański            | 2019            |
| Sztuki walki          | Anna Lewandowska           | 2019            |
| Para do poprawy       | Paulina Biernat            | 2015            |
| Dzień dobry wakacje   | prowadzący Dzień dobry TVN | 2010            |

## Studio

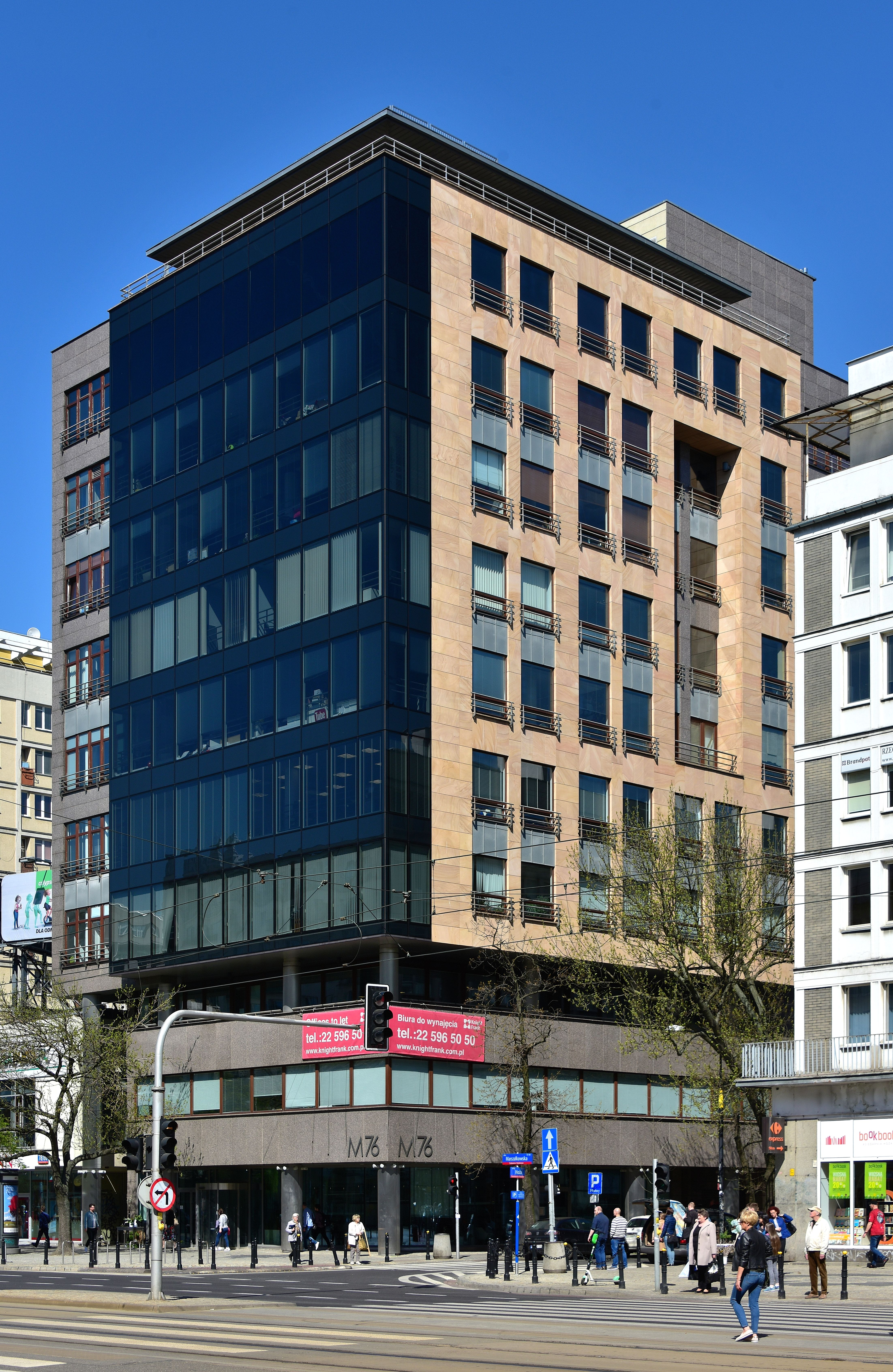
Biurowiec Marszałkowska 76, gdzie jest realizowany program

Program jest transmitowany ze studia TVN znajdującego się w budynku Marszałkowska 76 Office Center w Warszawie zlokalizowanego na rogu ulic Marszałkowskiej i Hożej na warszawskim Śródmieściu. Pierwsze wydanie Dzień dobry TVN było nadawane z plaży w Sopocie, program sporadycznie transmitowany jest także z innych miejsc w Polsce, np. z rynku w Krakowie.
Latem 2010 twórcy zmienili scenografię studia. Kolejną zmianę studia przeprowadzono latem 2019. Od lipca do sierpnia 2023 w trakcie trwania remontu studia w Warszawie program był transmitowany ze studia w Centrum Kongresowym ICE Kraków przy ul. Marii Konopnickiej w Krakowie.

## Kontrowersje
W listopadzie 2019 podczas jednego z wydań programu Filip Chajzer w rozmowie z psycholog Marią Rotkiel symulował atak paniki. Krajowa Rada Radiofonii i Telewizji poinformowała, że otrzymała 18 skarg na TVN w związku z zachowaniem prezentera. W kwietniu 2020 przewodniczący KRRiT Witold Kołodziejski skierował do TVN pismo, w którym zwrócił uwagę, że nadawca w swojej działalności programowej powinien uwzględniać różne stopnie wrażliwości odbiorców. Chajzer przeprosił za swoje zachowanie.
W październiku 2022 Anna Wendzikowska w swoim wpisie w mediach społecznościowych oskarżyła redakcję Dzień dobry TVN o mobbing, którego miała doświadczać przez wiele lat pracy dla TVN. Jak zaznaczyła we wpisie, w redakcji była poniżana i gnębiona, a w odpowiedzi na pytania o oglądalność swojego programu otrzymywała nieprawdziwe informacje. Pod jej wpisem znalazł się komentarz dodany z oficjalnego konta stacji TVN, w którym potwierdzono, że „w redakcji DD TVN zdarzały się niestety zachowania, które nie powinny były mieć miejsca w dobrze zarządzanej, przyjaznej firmie, jaką chcemy, żeby był TVN”.
W czerwcu 2023 KRRiTV nałożyła karę w wysokości 70 tys. zł za nadmierne lokowanie produktu w programie Dzień dobry wakacje.